# Borzestowska Huta
Borzestowska Huta/Bòrzestowskô Hëta is een plaats in het Poolse district  Kartuski, woiwodschap Pommeren. De plaats maakt deel uit van de gemeente Chmielno en telt 295 inwoners.